# Margit Schumann
Margit Schumann, född 14 september 1952 i Waltershausen i Thüringen, död 11 april 2017 i Oberhof i Thüringen, var en tysk rodelåkare.
Schumann tävlade för Östtyskland och vann 1972 vid de olympiska vinterspelen i Sapporo brons bakom Anna-Maria Müller och Ute Rührold från samma nation. Fyra år senare i Innsbruck vann hon guldmedaljen. Schumann blev fyra gånger världsmästare och deltog även vid de olympiska vinterspelen i Lake Placid. Efteråt blev hon tränare för det östtyska landslaget.